# Giritontro (plaats)
Giritontro is een bestuurslaag in het regentschap Wonogiri van de provincie Midden-Java, Indonesië. Giritontro telt 3688 inwoners (volkstelling 2010).